# Frank Pätzold
Frank Pätzold (* 9. April 1953) ist ein ehemaliger deutscher Fußballspieler.

## Sportlicher Werdegang
Pätzold entstammt der Jugend des SV Ochsenwerder. Über die Jugend (bis 1970) und die Amateurmannschaft (bis 1972) gelang Pätzold der Sprung in die erste Mannschaft des FC St. Pauli. Der Verteidiger war Mitglied der Hamburger Mannschaft in der ersten Spielzeit der 2. Fußball-Bundesliga 1974/75 und stand in jener Saison in 18 Begegnungen auf dem Platz.
Anschließend schloss sich Pätzold dem SC Victoria Hamburg an, bei dem er im Alter von 23 Jahren Mannschaftskapitän war. 1977 wechselte der Außenhandelskaufmann aus beruflichen Gründen nach Ecuador, drei Jahre später kehrte er nach Hamburg zurück und spielte fortan erneut für den SC Victoria Hamburg. 
Später wurde Pätzold Spieler der FC St. Pauli-Altliga. Hauptberuflich war er für verschiedene Unternehmen vornehmlich im Handel von Büro- und Schreibwarenbedarf, aber auch anderen Produkten wie beispielsweise Emu-Öl für Massagebehandlungen, tätig. 